# Карл фон Харах
Карл Франц/Бернхард фон Харах (на немски: Karl Franz von Harrach; Karl I Bernhard von Harrach) от род фон Харах е от 1627 г. имперски граф на Харах-Рорау, фрайхер на Пруг и Пюрхенщайн в Долна Австрия. Той е съветник на император Фердинанд II и тъст на неговия генералисимус Валенщайн.

## Биография

### Произход
Роден е през 1570 година в Рорау, Долна Австрия. Той е вторият син на фрайхер Леонхард V фон Харах-Рорау (1542 – 1597) и първата му съпруга графиня Мария Якоба фон Хоенцолерн-Зигмаринген (1549 – 1578), дъщеря на граф Карл I фон Хоенцолерн-Феринген-Хехинген-Хайгерлох-Верщайн (1516 – 1576) и маркграфиня Анна фон Баден-Дурлах (1512 – 1580). Внук е на Леонхард IV фон Харах-Рорау (1514 – 1590) и Барбара фон Виндиш-Грец († 1580), дъщеря на Зигфрид фон Виндиш-Грец († 1541).
Баща му Леонхард V се жени втори път на 15 септември 1578 г. за графиня Анна фон Ортенбург († 1602). По-големият му брат е фрайхер Леонхард VI (1568 – 1608).

### Дипломат и политик
След следването си Карл фон Харах пътува през Европа и става 1594 г. съветник в управлението на Долна Австрия и обер-щалмайстер. Той служи една година в Нидерландия, връща се обратно в Австрия, участва в походите в Унгария и е съветник при въстанието на горноавстрийските солни работници в конфликта между император Рудолф II и неговия брат Матиас, също във войната срещу Венеция. При изборите за император той е за Фердинанд II, получава обратно отчуждените си земи в Бохемия и става императорски държавен и конференц-министър.
През 1620-те години той е един от най-влиятелните съветници на императора. През 1622 г. посещава Райхстага в Регенсбург и е защитник на генерал-фелдмаршалл Албрехт фон Валенщайн, който е женен за дъщеря му Изабела.
През 1626 г. Карл фон Харах купува „палат Харах“ във Виена, който обаче през 1658 г. е продаден на фамилията Ауершперг. На 6 ноември 1627 г. той става имперски граф. Същата година е награден с Ордена на Златното руно.

### Смърт
Умира на 16 или 25 май 1628 г. в Прага, Бохемско кралство, на 58-годишна възраст. Погребан е в Августинския манастир във Виена.

## Фамилия
Карл фон Харах се жени на 24 ноември 1591 г. в Грац за фрайин Мария Елизабет фон Шратенбах-Хагенберг (* 15 декември 1573; † 10 януари 1653, Виена), дъщеря на фрайхер Максимилиан фон Шратенбах-Хегенберг (1537 – 1611) и съпругата му Анна фон Грасвайн († сл. 1621). Те имат 14 деца:
- Марка Якобея (* 1593; † млада)
- Леонхард VII Карл фон Харах-Рорау (* 4 юни 1594; † 30 юни 1645), граф на Харах-Рорау, женен на 28 юни 1620 г. в Грац за графиня Мария Франциска фон Егенберг (1607 – 1679)
- Максимилиан (* 1595; † млад)
- Сузана (* 1597; † 1598)
- Ернст Адалберт фон Харах (* 4 ноември 1598, Виена; † 25 октомври 1667, Виена), кардинал, архиепископ на Прага (1623 – 1667)
- Катарина Барбара (* 30 ноември 1599; † 22 август 1640), придворна дама на императрица Елеонора Гонзага; омъжена на 20 май 1618 г. в Прага за граф Максимилиан фон Валдщайн (1600 – 1655), братовчед на Албрехт фон Валенщайн
- Изабела/Мария Елизабет Терезия Катарина (* 28 септември 1601; † 23 март 1655, Нойшлос), омъжена на 9 юни 1623 г. във Виена за прочутия херцог Албрехт фон Валенщайн (1583 – 1634, убит)
- Констанция (* 1604)
- Франциска (* 1607; † млада)
- Мария Максимилиана (* 1608; † 1662), омъжена I. август 1627 г. за граф Адам Трцзка фон Липа (1600 – 1634, убит с Валенщайн), II. сл. 25 февруари 1634 г. за граф Йохан Вилхелм фон Шерфенберг (1610 – 1647)
- Ото Фридрих фон Харах-Рорау (* 2 септември 1610; † 7 май 1639; Виена), женен на 7 октомври 1635 г. в Кайзереберсдорф, Виена за графиня Лавиния Мария Текла Гонзага-Новелара (1607 – 1639)
- Йохан Карл (* 1612; † 1634, в битка)
- Франц Албер (* 1614; † ок. 21 май 1666/8 юни 1666), женен за Анна Магдалена Йоргер фон Толет (1619 – сл. 1666)
- Максимилиан (* 1615; † 1633)

## Галерия
- Дворецът Рорау в Долна Австрия
- Дворецът Харах в Прага
- Палат Харах във Виена